# Progrès technique
Pour un article plus général, voir Progrès.
Le progrès technique est l’amélioration des techniques, y compris organisationnelles, qui sont utilisées dans le processus de production des biens et des services. Le développement des « nouvelles technologies » est tel que l'on parle de progrès technique.
Le concept de progrès technique est toutefois controversé dans les milieux écologistes en raison de certains effets négatifs sur l'environnement du développement technologique tel qu'il s'opère depuis la révolution industrielle. À cette critique s'en ajoutent d'autres, portées notamment par les courants de la décroissance ou catholiques, de nature philosophique et sociale, pour lesquelles le progrès technique ne serait pas véritablement un vaillant[pas clair].

## Progrès technique et innovation
Le progrès technique peut être défini, dans un premier temps, comme l'ensemble des éléments qui permettent d'améliorer les méthodes de production et d'accroître la productivité. Pour l'économiste, c'est « tout ce qui accroît la production sans que varie la quantité de facteurs de production utilisée ». Par exemple, l'introduction dans une entreprise de machines-outils à commandes numériques (c'est-à-dire, de machines-outils classiques couplées à un micro-ordinateur) facilite et accélère les réglages, et leur permet de s'adapter à des productions différentes : il s'agit bien de progrès technique. Toutefois, le progrès technique s'inscrit aussi dans les différentes formes d'innovations mises en œuvre par l'entrepreneur, lesquelles peuvent concerner aussi la fabrication d'un produit nouveau, la mise en œuvre d'une nouvelle méthode d'organisation de la production, ou l'ouverture de nouveaux débouchés
Le progrès technique résulte directement des innovations, c'est-à-dire de la mise en application d’une invention.

### De l'invention à l'innovation
Une invention est la découverte d’un principe ou d’un produit nouveau qui n’est pas toujours susceptible d’application pratique. L’invention part de la recherche fondamentale pour arriver à la recherche appliquée : c’est souvent le résultat de la recherche scientifique, mais pas seulement. D'autres facteurs entrent en jeu.
Une innovation est la mise en application industrielle et commerciale d’une invention. L’innovation reprend les étapes de la recherche scientifique de l’invention et ajoute les stades de développement et de commercialisation : c’est la mise en valeur économique des inventions.
La période sur laquelle s’étend le processus d’innovations peut être assez longue : le téléphone a mis 56 ans, la télévision en a mis 10. De nombreuses inventions ne donnent pas des innovations. Il faut de plus compter le temps de déploiement de l'innovation sur un marché significatif.

### Catégories d’innovations

#### Première classification
- Innovation de produits : fabrication de nouveaux produits (ou services).

Les objectifs de l'entreprise sont d’offrir aux consommateurs un produit plus proche de leurs besoins et d’augmenter sa part de marché.
ex. : les souris d’ordinateur à bille qui deviennent des souris optiques, ou le téléphone fixe qui devient mobile.
- Innovation organisationnelle : utilisation d'une nouvelle organisation au sein de l'organisation productive

ex. : changement de statut d'une entreprise pour disposer de nouveaux avantages qui se répercuteront (directement ou indirectement) sur l'activité productive
- Innovation de débouchés : utilisation de techniques dans de nouveaux secteurs

ex. : l'étude de l'énergie nucléaire adaptée à la confection de la bombe atomique
- Innovation de matériaux : utilisation de nouveaux matériaux dans la fabrication d'un produit

ex. : le plastique utilisé pour fabriquer des bouteilles à la place du verre ou l'électricité à usage domestique ou industriel à la place du gaz.
- Innovations de procédés : nouvelles méthodes de production.

Les objectifs de l'entreprise sont la baisse des coûts de production, la hausse de la productivité et de la qualité, la baisse des prix et l’augmentation de sa part de marché.

#### Deuxième classification
- innovations majeures : radicales (exemple : Schumpeter et la rupture).
- innovations mineures : incrémentales (exemple : diesel vs essence).

### Cycle de vie d’une innovation
Le cycle de vie d’une innovation connaît 5 phases :
- phase 1 : apparition ou émergence – ventes faibles – profits faibles – coûts élevés
- phase 2 : croissance – hausse des profits
- phase 3 : maturité – baisse des prix – économies d’échelle
- phase 4 : saturation – renouvellement
- phase 5 : déclin – obsolescence

### Recherche et développement – brevets
L'innovation résulte très souvent d’investissements en Recherche et Développement (R&D) réalisés par les entreprises et l’État (investissements immatériels). L'innovation résulte d'un processus qui n'est pas déterministe, ni mécanique. Cette croissance de l’investissement est une nécessité aujourd'hui à cause de la concurrence, de la mondialisation, de la remise en cause des avantages acquis par les vieux pays industriels. La part des dépenses en R&D dans le PIB, qui était de 1,5 % dans les années 1960, atteint aujourd’hui 2,5 à 3 %.
La liaison mécanique faite souvent entre R&D et innovation est fausse. Augmenter les budgets de R&D ne permet pas de créer mécaniquement des innovations. Il faut modifier l'organisation et agir sur les compétences, sur la vision et sur la stratégie pour créer un volet spécial orienté vers l'innovation. On assiste aujourd'hui à une accélération des innovations et de leur obsolescence (ordinateurs par exemple). Par conséquent, on n’a pas toujours le temps de rentabiliser l’investissement en R&D.
Dans tous les pays développés à économie de marché (PDEM), l’État joue un rôle plus ou moins important en matière de politique de recherche. Il crée le SFRI (Système Français de Recherche et Innovation). En France, l’organisation qui joue un rôle important est le groupe Oséo, qui a repris les missions de l'Agence nationale de valorisation de la recherche (ANVAR).
Pour faire respecter la propriété intellectuelle associée à l'innovation, un système législatif est mis en place : le brevet. Le brevet est un titre de propriété accordé par l’État avec un droit d'exploitation généralement de 20 ans. Le brevet peut être vendu ou loué sous forme de licence : les licences d’exploitations. Les formalités sont déposées à l’Institut national de la propriété industrielle (INPI). Il existe un pendant de l'INPI pour l'Europe, c'est l'Office européen des brevets.

## En économie
En économie, le progrès technique représente l’amélioration des connaissances scientifiques et de l’organisation de la production qui permettent une amélioration de la productivité, c’est-à-dire une augmentation de la production pour une quantité fixe de facteurs de production utilisés (le travail, mais aussi le capital, comme les machines). Un autre avantage du progrès technique consiste à réaliser la même production en réduisant les coûts de production (le résultat en est donc l'augmentation des profits). Il contribue pour une large part à la « productivité globale des facteurs » (PGF).
Au sens large, le progrès technique désigne l'ensemble des innovations qui peuvent améliorer :
- la productivité du travail et du capital : par exemple la mécanisation, l'organisation scientifique du travail ou encore la formation, etc.
- la productivité générale de l'économie : création de nouveaux marchés, nouveaux produits, réglementations ou déréglementations de l'État, etc.

Le progrès technique est dû à une amélioration des connaissances humaines appliquées à la production. Il a permis l'enrichissement de nos sociétés depuis les origines de l'humanité (invention de l'agriculture, de la roue…), et, de manière plus importante, depuis le début de la révolution industrielle.
C'est le principal facteur de croissance du PIB par habitant et du niveau de vie. La croissance due au progrès technique est la croissance intensive, par opposition à la croissance extensive (qui est possible avec l'accroissement de la quantité des facteurs de production).

### Historique des gains de productivité
Au cours des Trente Glorieuses, les gains de productivité ont été très importants en France. Ces gains s'expliquent par les efforts de reconstruction du pays après la Seconde Guerre mondiale, puis par le rattrapage technologique sur le pays leader du XXe siècle, les États-Unis. Durant les années 1960, ils s'élevaient en moyenne à 5,1 % par an. Les crises de 1973, puis de 1979 mettent fin à cette période. Depuis, les gains de productivité sont moindres. Durant les années 2000, la croissance des gains de productivité plafonnent à 1,1 % par an. Cette faible croissance des gains de productivité contribue à l'atonie des salaires et du pouvoir d'achat des Français.

#### Effets sociaux du progrès technique aujourd'hui
Un exemple donné régulièrement concernant les effets sociaux des progrès techniques est celui de la mise en place de caisses automatisées dans les supermarchés. Il existe aujourd'hui environ 150 000 caissières en France, et l'implantation de ces caisses automatisées mettrait en danger leur emploi et participe à un retour des questionnements luddistes (néo-luddisme) dans le débat public français.

## Effets du progrès technique
Il faut distinguer le progrès technique lui-même de l’utilisation qui en est faite.

### Progrès technique et développement économique

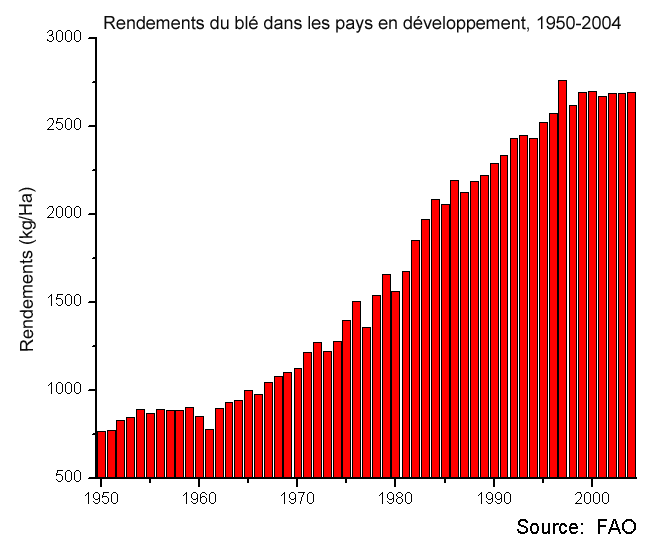
Rendements de blé dans les pays en développement (1950-2004).

Le progrès technique est un facteur parmi d'autres qui a permis une amélioration des conditions de vie : hausse de l'espérance de vie, passée dans les pays en développement de 30 ans en 1900 à 65 ans en 1998. La révolution verte, 75 % du blé produit dans les pays en voie de développement l'est par l'utilisation de variétés de blé à haut rendement, aurait permis une hausse de la production de céréales par habitant de 49 % entre 1960 et 2000. Cependant, de par la percée des inégalités sociales, cette hausse de la production ne signifie pas une facilité d'accès à la nourriture pour tout le monde, en effet la malnutrition reste très importante dans tout le pays. Par ailleurs, la révolution verte permise grâce aux OGM, a montré ses limites dans les améliorations des conditions de vie, comme peuvent le montrer les nombreux suicides associés à la révolution verte en Inde. Selon le Programme des Nations unies pour le développement de 1997, la pauvreté a plus diminué au cours du dernier demi-siècle que dans les cinq cents ans qui ont précédé. Le progrès technique permettrait également une augmentation du niveau de vie économique et social global, une amélioration de la santé, une diminution de la pénibilité du travail, etc. Au cours de l’histoire, le progrès technique, en permettant une productivité plus élevée, aurait permis des salaires plus élevés en ville que dans les campagnes, et a favorisé l’exode rural.
Cependant il est difficile d'attribuer tout aux progrès techniques, les choix politiques sont autant responsable de ces améliorations, que le progrès technique en lui-même. Le progrès technique n'est pas neutre: les choix d'investissement afin de développer de nouvelles technologies et de les rendre économiquement viables ne dépendent pas seulement de leurs potentialités intrinsèques, mais aussi d'intérêts politiques, d'anticipations enthousiastes et de contraintes culturelles.

### Effets sur les capacités militaires
Avec le développement des armes nucléaires, l’humanité a obtenu pour la première fois dans son histoire, la possibilité de destructions massives à une échelle mondiale, ce qui a provoqué des craintes (Le Mouvement Pugwash ou le fameux éditorial d'Albert Camus dans Combat au lendemain d'Hiroshima). Toutefois, l'existence de ce pouvoir de destruction a probablement permis une absence de conflit direct entre les grandes puissances au cours de la guerre froide, par l'« équilibre de la terreur ». La fin de cette guerre en 1991, en rompant un contrôle strict des armes nucléaires a ravivé les craintes d'une prolifération nucléaire, plus difficilement contrôlable.

### Effets sur l'emploi
Les transformations des structures économiques impulsées par le progrès technique se sont traduites par des évolutions en termes de taille d'entreprise, de statut juridique, de fonctionnement de la firme, et même de mode de financement de l'entreprise, mais surtout en termes de niveau d'emploi tant quantitativement que qualitativement. Les gains de productivité, impulsés par le progrès technique ont engendré une forte diversification du marché de l'emploi : des mutations dans la nature de l'emploi mais également dans la répartition des secteurs d'activité.
La peur du chômage face à la pression croissante des entreprises ayant adopté la robotisation suscite des craintes (74 % des Français pensent que « les robots volent le travail des gens » selon un sondage de la Commission européenne). Ce fut déjà le cas par le passé avec le mouvement luddiste en Angleterre, mais également avec les canuts lyonnais et les « saboteurs » en France. Aujourd'hui les mouvements actuels de contestation des nouvelles technologies sont appelés néo-luddistes.
Au XIXe siècle, Karl Marx a été l'un des premiers à énoncer l'idée que l'évolution des moyens de production, liée au progrès technique, détermine davantage le cours de l'Histoire que le mouvement des idées. Il soutenait la thèse selon laquelle le remplacement des travailleurs par des machines aboutirait à une situation de baisse du pouvoir d'achat et la création au fur et à mesure des pertes d'emplois d'une « armée de réserve » de travailleurs sans emploi (Le Capital, 1867).
Jeremy Rifkin exprime aussi certaines craintes dans La Fin du Travail (1995). Selon lui, la robotisation massive de ces dernières années impulsée par le progrès technique mettrait en péril la société ; il estime que les pertes d'emplois conduisent à une augmentation de la pauvreté, qui engendrerait une délinquance chez les chômeurs dans la société américaine liée à la perte d'identité des salariés remplacés par des machines. Rifkin craint aussi à long terme que le secteur tertiaire ne soit pas en mesure d'absorber l'offre de travail en provenance du secteur primaire et secondaire.
Cependant, le progrès technique a permis « d'économiser du travail », de produire plus avec autant de facteurs de production, voire moins. Les gains de productivité ont autorisé une évolution majeure : la baisse de la durée du travail. Si cette baisse n'a réellement débuté qu'à partir des années 1980 et qu'elle a touché le secteur industriel et le tertiaire plus fortement que l'agriculture, elle a été générale au sein des pays avancés : avoisinant les 3 000 heures en 1870, le nombre moyen d'heures travaillées a partout été divisé par un facteur proche de 2, puisqu'il se situe de nos jours dans une fourchette allant de 1 400 heures (Allemagne) à 1 800 heures (Italie), selon les statistiques de l'OCDE.
Sur le plan macroéconomique, la théorie du déversement d'Alfred Sauvy formulée dans La Machine et le chômage (1980), puis complétée par Jean Fourastié, exprime l'idée que le travail libéré par le progrès technique est alloué à d'autres secteurs de production.
Joseph Schumpeter, dans Capitalisme, Socialisme et Démocratie (1942) énonce l'idée qu'une économie non innovante est vouée à long terme à la décroissance. Il formule le principe de « destruction créatrice » au niveau du produit et met ce phénomène en relation avec la demande sur le marché des biens et services et la demande sur le marché du travail.
Claude Thélot et Olivier Marchand constatent dans Le travail en France (1991) que le progrès technique n'a pas réduit la part de la population active. En 1800, il y avait en France 12 millions d'actifs sur une population totale de l'ordre de 30 millions (soit un ratio de 0,4), alors qu'en 2010, il y avait 28 millions d'actifs sur 65 millions d'habitants (soit un ratio légèrement supérieur à 0,4) alors que la productivité a été multipliée par vingt sur la même période. Ils constatent également que les pays qui utilisent le plus de robots sont ceux qui présentent le plus faible taux de chômage. Autrement dit, le progrès technique ne provoque pas le chômage.

### Effets psychologiques
Le penseur français Jacques Ellul considère que le progrès technique provoque des conséquences qui dépassent largement le cadre de l'économie et qui sont d'ordre anthropologique. Il estime qu'au XXe siècle, la technique a changé de statut : elle ne peut plus se définir comme un simple ensemble de moyens (que l'on peut considérer comme « neutres ») comme cela fut toujours. Du fait de la connexion croissante entre les techniques, la technique constitue désormais un milieu à part entière, un système, qui se développe de façon totalement autonome et qui formate les esprits, dans la mesure où chacun s'y réfère spontanément dès son plus jeune âge. Selon lui, le progrès technique résulte d'une conception du monde étroitement matérialiste mais qui n'est elle-même qu'un spiritualisme qui s'ignore : « Ce n'est pas la technique qui nous asservit, c'est le sacré transféré à la technique ». Et si, par les moyens techniques, l'homme pollue la nature comme il ne l'a jamais fait (cf # infra), c'est d'abord parce qu'il la désacralise par ces moyens… qu'il sacralise à son tour, par compensation. Le progrès technique correspond donc pour Ellul à la réalisation d'un rêve que l'Homme caresse depuis l'Antiquité à travers le mythe prométhéen, celui de substituer l'Homme à Dieu.

### Effets sur l'environnement
Le progrès technique a permis le développement de techniques de déplacement polluantes (moteur à combustion, aéropropulsion…).
La question de la durabilité du développement économique est posée, dans le cadre d’un développement durable, en particulier par les mouvements écologistes, et de plus en plus par la société civile. Le progrès technique pourrait cependant être à même, s’il était correctement utilisé, de permettre une croissance propre et économe en ressources naturelles épuisables (amélioration de l’efficacité énergétique, utilisation d'énergie nucléaire sûre et non productrice de gaz à effet de serre, etc.). La possibilité pour le progrès technique de répondre lui-même aux maux qu'il engendre a été critiquée par différents intellectuels, notamment les Français Bernard Charbonneau et Jacques Ellul ainsi que l'Allemand Hans Jonas. Le fait qu'un an après la catastrophe de la centrale nucléaire de Fukushima, on ne puisse toujours pas maîtriser ses réacteurs conforte en particulier la thèse ellulienne de l'autonomie de la technique.

### Effets sur la consommation de ressources
Le progrès technique pourrait permettre de résoudre le problème de la raréfaction des ressources naturelles, par les économies qu'il est susceptible d'engendrer du fait de l'amélioration de l'efficacité des systèmes techniques.
On constate cependant que ces économies sont parfois compensées par une augmentation de la consommation de ressource, que l'on nomme effet rebond. « L’effet rebond décrit l’augmentation de la consommation d’énergie (ou de ressources) générée par la réduction des obstacles à l’utilisation d’une technique donnée ». Il peut être direct, lorsque la consommation de la même ressource augmente, ou indirect lorsque c'est la consommation d'une autre ressource qui augmente. Lorsque la compensation dépasse les économies, l'effet rebond est supérieur à 100 % et l'on parle alors de paradoxe de Jevons : à mesure que les améliorations techniques augmentent l'efficacité avec laquelle la ressource est employée, la consommation totale de cette ressource peut augmenter au lieu de diminuer. Ce paradoxe tire son nom de l'économiste britannique William Stanley Jevons qui l'a mis en évidence dès 1865 dans son livre Sur la question du charbon. La consommation britannique de charbon avait alors fortement augmenté après l'introduction par James Watt de sa machine à vapeur, qui était bien plus efficace que celle de Thomas Newcomen.
Le progrès technique peut réaliser des économies sur les ressources non renouvelables à condition que l'on ne se contente pas d'augmenter l'efficacité d'emploi de la ressource, mais que l'on substitue la ressource non renouvelable par une ressource renouvelable.
Dans une étude portant sur la possible raréfaction des métaux, Philippe Bihouix et Benoît de Guillebon, financés par l'association des centraliens, critiquent la théorie dominante selon laquelle le progrès technique permettrait à lui seul de résoudre le problème de la raréfaction des ressources. Ce serait selon eux parfois même l'inverse qui se produirait, le recours massif aux nouvelles technologies (électronique, technologies de l'information et de la communication, aéronautique) ayant quelquefois d'après leur étude pour effet d'accroître sensiblement la consommation de toutes sortes de métaux.

### Progrès technique et taux d'intérêt
Si pour des raisons sociologiques, la population n'augmente pas ou très peu dans les pays de l'OCDE, il n'en reste pas moins vrai que les biens de production (constructions, machines et divers outils de production, matières premières et semi-produits), ou ce que les économistes désignent par le facteur capital, n'en continuent pas d'augmenter considérablement. Dans la combinaison productive où le capital qui augmente (dit facteur variable) est associé au travail relativement constant (dit facteur fixe), la productivité du capital finie, sous l'effet de la loi des rendements décroissants et en l'absence du progrès technique, par baisser (et celle du travail par augmenter). En limitant les effets de la loi des rendements décroissants, le progrès technique permet de lutter contre la baisse de la productivité du capital (taux d'intérêt ou taux de profit), et de la garder relativement constante (bien que cette amélioration technologique laisse la productivité du travail (ou le salaire réel) à continuer d'augmenter).

## Progrès technique et productivité globale des facteurs
Le progrès technique est considéré, dans le modèle de Solow, comme l'élément qui permet d'améliorer la productivité pour une même valeur des facteurs de production capital et travail (voir productivité globale des facteurs). Autrement dit, il s'agirait d'accroître la production notamment par une meilleure prise en compte des conditions environnementales. Il est à noter que la terre était la source de toute production pour les physiocrates, un facteur de production parmi d'autres dans l'école classique, alors que l'école néoclassique, à laquelle se rattache le modèle de Solow, ne retenait plus que les facteurs de production capital et travail.

## Critique du progrès technique
La critique du progrès technique s'inscrit dans celle, plus large, de la notion de progrès.

### Critique philosophique
Les prémices de la critique du progrès technique apparaissent au XVIIIe siècle sous la forme d'une exaltation du sentiment de la nature, au fur et à mesure que se met en place la révolution industrielle et en réaction par rapport à elle. En France, Jean-Jacques Rousseau est l'initiateur de cette tendance. En 1755, face à l'industrialisation de la société, son Discours sur l'origine et les fondements de l'inégalité parmi les hommes présente l'état de nature de façon idéaliste, les hommes pouvant y vivre à la fois libres, égaux et heureux (dans l'abondance).

### Critique sociale
Les premières véritables réactions au progrès technique apparaissent au début du XIXe siècle. En 1811-1812, en Angleterre, explose le mouvement luddiste : des artisans s'opposent aux employeurs et manufacturiers qui tentent de généraliser l'emploi de machines (notamment des métiers à tisser) dans le travail de la laine et du coton. Le siècle se manifestera par la naissance et l'organisation du mouvement ouvrier mais la révolte des Luddites restera un cas isolé : la contestation n'est pas dirigée contre le machinisme mais contre le capitalisme. Jacques Ellul y voit un fait significatif, déterminant et dramatique : « il est vain de déblatérer contre le capitalisme, ce n'est pas lui qui fait le monde mais la machine ». Entre-temps, en effet, le monde patronal a fait adhérer le monde ouvrier au mythe du progrès technique; en particulier, avec le fordisme, en cultivant l'attrait des individus pour l'automobile. Pour Ellul, « toute révolution est devenue impossible dans la mesure où l'homme est désormais beaucoup plus préoccupé par l'accession au confort bourgeois que par la conquête ou le maintien de ses libertés ».
Après Mai 1968, notamment sous l'influence des philosophes de l'École de Francfort (Marcuse, Habermas…), le courant de pensée technocritique rompt avec l'orthodoxie marxiste et voit dans la technoscience l'ébauche d'une nouvelle forme de totalitarisme. Mais le terme « technoscience » accrédite l'idée qu'il existerait une ou des autorités (la science, les grands groupes industriels, les gouvernements… tous acquis au productivisme) qui contrôleraient encore le développement technique. Les mouvements contestataires qui s'inscrivent dans cette tendance (par exemple en France le collectif Pièces et main-d'œuvre) ne font donc pas totalement le deuil du marxisme et cèdent par contre aux réflexes technophobes[réf. nécessaire].
Les rapports entre la technique et la société sont étudiés par la sociologie des sciences. Jacques Testart constate que les acteurs économiques et le marché participent activement aux choix scientifico-techniques et que les jeux d’intérêts qui y président échappent largement au débat démocratique. C’est le marché et non le besoin qui dicte la recherche. Pour Isabelle Stengers les citoyens se bornent à subir les mutations qui leur sont imposées par la technoscience. Selon un sondage d’opinion, 56 % des personnes interrogées pensaient en 1972 que la science apportait à l’homme plus de bien que de mal. En 1994, ils n’étaient plus que 37 % à le penser.

### Critique littéraire et artistique
Au XIXe siècle, les travaux pénibles que le monde ouvrier est contraint d'exercer dans le cadre de l'industrialisation inspirent bon nombre d'écrivains, dont le Français Émile Zola est un exemple caractéristique (Germinal, 1885). Au siècle suivant, l'aliénation par le machinisme est pour la première fois décrite au cinéma par Charlie Chaplin (Les Temps modernes, 1936).

### Critique scientifique
En 1866, le naturaliste allemand Ernst Haeckel définit l'écologie comme « la science des relations des organismes avec le monde environnant ». Après lui, la dégradation de la nature par le machinisme sera étudiée de façon méthodique et non plus seulement d'un point de vue philosophique.
En tant qu'économiste, Karl Marx décrit le travail salarié appliqué aux machines comme une source d'aliénation.

### Critique religieuse
Dans l'encyclique Laudato si', le pape François porte un regard ambivalent sur le progrès en général et sur la technique en particulier. D'un côté, il reconnaît que « nous ne pouvons pas ne pas valoriser ni apprécier le progrès technique, surtout dans la médecine, l’ingénierie et les communications », de l'autre il voit dans la « globalisation du paradigme technocratique » la cause principale de la crise écologique. Il dénonce dans la conception philosophique du sujet le fait que celui-ci « se déploie dans l’élaboration de la méthode scientifique avec son expérimentation, qui est déjà explicitement une technique de possession, de domination et de transformation ». Dans le même ordre d'idées, il dénonce le fait que « la technique a un penchant pour chercher à tout englober dans sa logique de fer », de sorte que l’homme qui possède la technique « sait que, en dernière analyse, ce qui est en jeu dans la technique, ce n’est ni l’utilité, ni le bien-être, mais la domination : une domination au sens le plus extrême de ce terme ».
C'est pourquoi le pape appelle à une redéfinition de la notion même de progrès : « Pour que surgissent de nouveaux modèles de progrès nous devons « convertir le modèle de développement global », ce qui implique de réfléchir de manière responsable « sur le sens de l’économie et de ses objectifs, pour en corriger les dysfonctionnements et les déséquilibres ». Il ne suffit pas de concilier, en un juste milieu, la protection de la nature et le profit financier, ou la préservation de l’environnement et le progrès. Sur ces questions, les justes milieux retardent seulement un peu l’effondrement. Il s’agit simplement de redéfinir le progrès. Un développement technologique et économique qui ne laisse pas un monde meilleur et une qualité de vie intégralement supérieure ne peut pas être considéré comme un progrès ».

### Critique auxXXeetXXIesiècles
Les désastres causés par les deux Guerres mondiales ont mis à mal le mythe de progrès sans pour autant le ruiner : on est en effet passé d'une phase triomphaliste à une phase « gestionnaire », symbolisée par le célèbre principe de précaution et le concept de société du risque, popularisé par le philosophe Ulrich Beck. Concrètement, cela se manifeste par l'idée que le progrès technique peut sans aucun doute causer de graves dommages sur l'homme (ex. le chômage de masse, les conflits militaires…) et sur son environnement (par ex. les catastrophes nucléaires comme celle de Tchernobyl en ex-URSS en 1987) mais qu'il est en soi incritiquable. Comme le dit la formule, « la technique n'est ni bonne ni mauvaise, tout dépend de l'usage que l'on en fait » : c'est à l'homme de s'y adapter pour la maîtriser.
De 1954 (La Technique ou l'Enjeu du siècle) à 1988 (Le Bluff technoloqique), Jacques Ellul consacre l'essentiel de ses livres à tenter de démontrer que cette vision des choses est idéaliste car dépassée : « on n'arrête pas le progrès », explique-t-il, pour la raison que « la technique suit désormais un développement complètement autonome et échappe à tout véritable contrôle d'ensemble ».
Dès les années 1930, Jacques Ellul et Bernard Charbonneau s'efforcent de démontrer le caractère déterminant de la technique sans recevoir d'audience particulière car, durant les sept décennies que se maintient l'URSS, l'essentiel de la contestation est absorbée par les thèses marxistes. Ils ne sont pourtant pas les seuls, alors, à considérer ce rôle déterminant de la technique. En 1931, un ouvrage de fiction, Le Meilleur des mondes d'Aldous Huxley, dresse le tableau d'une société complètement fascinée par la technique, au détriment de la liberté. Et en 1934, les Réflexions sur les causes de la liberté et de l'oppression sociale de la philosophe Simone Weil, bien avant Hannah Arendt, démontrent comment le progrès technique conduit à la division du travail et par suite à sa dévalorisation.
Mais l'essentiel de la littérature mettant en avant le caractère autonome de la technique (donc le caractère incontrôlable du progrès) est publié au lendemain immédiat de la Seconde Guerre. Trois textes font référence : La question de la technique de Martin Heidegger, en 1953 ; La Technique ou l'Enjeu du siècle, d'Ellul en 1954 (déjà cité) ; L'obsolescence de l'homme de Günther Anders, en 1956. Viendront un peu plus tard les ouvrages d'Ivan Illich révélant, à partir d'exemples variés (les transports, la santé, l'école…), les aspects contre-productifs de ce système censé s'appuyer sur l'efficacité.

#### Concepts
- Automation
- Automation industrielle
- Connaissance technique
- Croissance économique
- Déterminisme technologique
- Développement technologique
- Histoire des techniques
- Innovation
- Invention (technique)
- Intelligence artificielle
- Invention
- Luddisme
- Machinisme
- Modèle de Solow
- Nanotechnologie
- Nouvelles technologies
- Productivité globale des facteurs
- Progrès
- Progressisme
- Réseau informatique
- Révolution industrielle
- Révolution numérique
- Robotique
- Sciences, technologies et société
- Technique
- Technocratie
- Technocritique
- Technologie
- Technologie de rupture
- Technophilie
- Technophobie
- Technoscience
- Théorie de la croissance endogène
- Travail
- Troisième révolution industrielle

#### Penseurs
- Jean-Claude Baudet
- Jacques Ellul
- Paul Romer
- Jean-Jacques Salomon
- Alfred Sauvy
- Joseph Schumpeter